# Simulium multiclavulatum
Simulium multiclavulatum es una especie de insecto del género Simulium, familia Simuliidae, orden Diptera.
Fue descrita científicamente por Fain, Elsen & Dujardin, 1989.